# フランシス・ウィートリー
フランシス・ウィートリー（Francis Wheatley RA、1747年 – 1801年6月28日）は、イギリスの画家である。肖像画や風景画を描いた。オーストラリアの植民地の最初の提督アーサー・フィリップの良く知られた肖像画などを描いたことで知られている。

## 略歴
ロンドン、コヴェント・ガーデンの仕立て屋の家に生まれた。ウィリアム・シプリーの絵画学校で学んだ後、ロイヤル・アカデミー・オブ・アーツの美術学校で学んだ。美術振興協会から何度か賞を得た。当時人気のあった画家、ジョン・ハミルトン・モーティマー(1740-1779)の助手としてメルバーン子爵の邸宅、 Brocket Hallの天井画を描いた。
1778年からロイヤル・アカデミーの展覧会に出展し、評価をえていたが、放蕩生活を送り、借金に追われ、友人の画家、グレッセ（John Alexander Gresse: 1741–1794)の配偶者とアイルランドに駆け落ちした。1779年の夏からダブリンで暮らし、政治家の肖像画などを描いて、人気を得たが素性が明らかになりロンドンに戻らなければならなくなった。
人気のあったフランスの肖像画家ジャン＝バティスト・グルーズ(1725-1805)のスタイルの小さなサイズの肖像画や風俗画を描くようになり、作品は自らを版画にしたり、版画家によって複製が作られ出版されるなどしてロンドンでも人気を得るようになった。て
1790年にロイヤル・アカデミー・オブ・アーツの準会員に選ばれ、1791年に正会員に選ばれた。
1787年に人気のあった絵のモデルでウィートリーから絵を学んだ若い女性クララ・マリア・リー(Clara Maria Leigh: 1767–1838) と結婚し、4人の子供が生まれた。ウィートリーの没後、クララは俳優のアレキサンダー・ポープ(Alexander Pope: 1763–1835) と再婚し、クララ・ポープの名前で花などを描いた画家としてよく知られることになった。
フランシス・ウィートリーの作品として有名なのはオーストラリアの植民地の最初の提督アーサー・フィリップの肖像画で、オーストラリアの歴史の教科書などに掲載されている。

## 作品

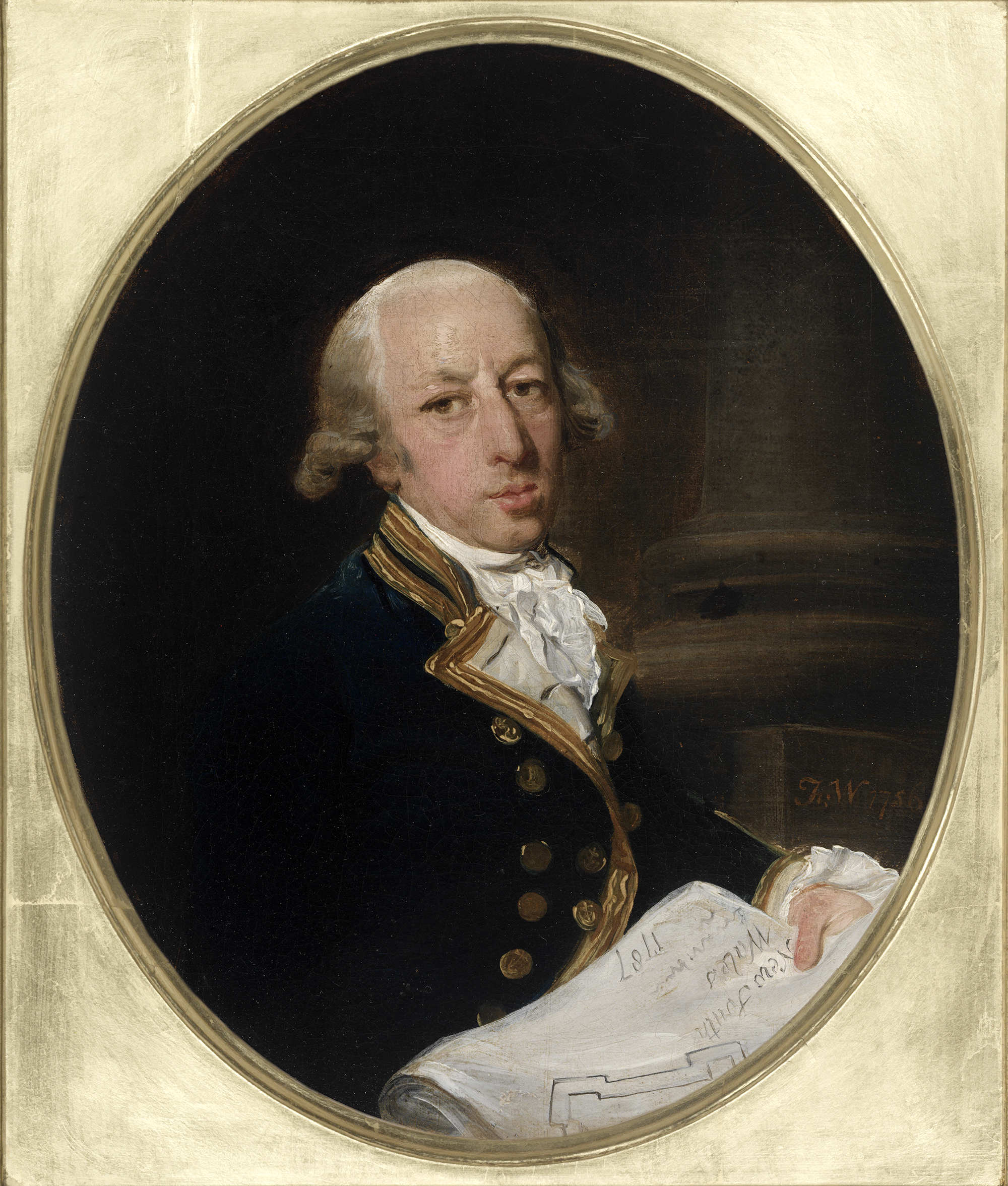
提督アーサー・フィリップ(1786) ニューサウスウェールズ州立図書館
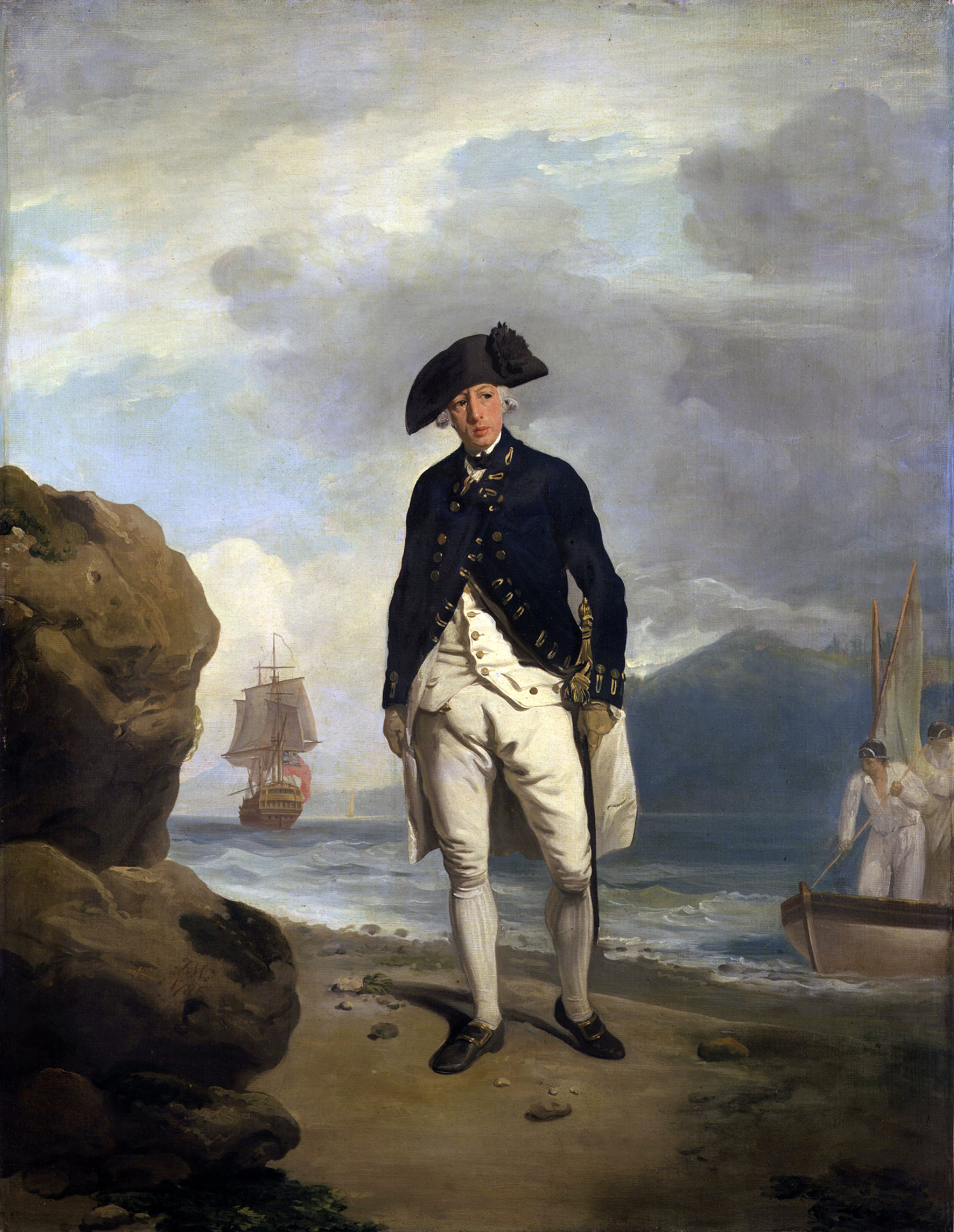
アーサー・フィリップ (1786) ナショナル・ポートレート・ギャラリー
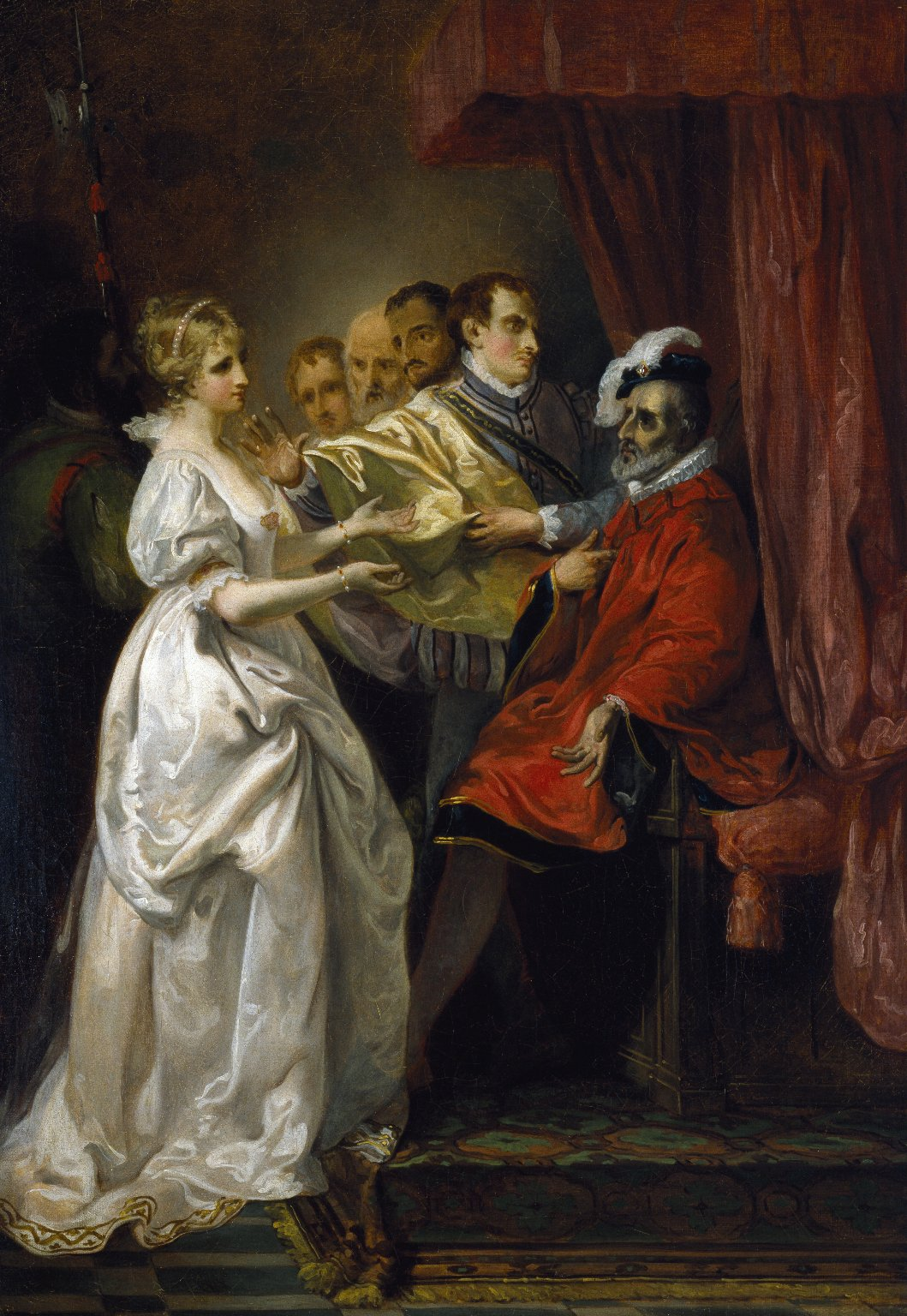
シェークスピアの『終わりよければ全てよし』のフランス王の前のヘレナとバートラム (1786) Folger Shakespeare Library
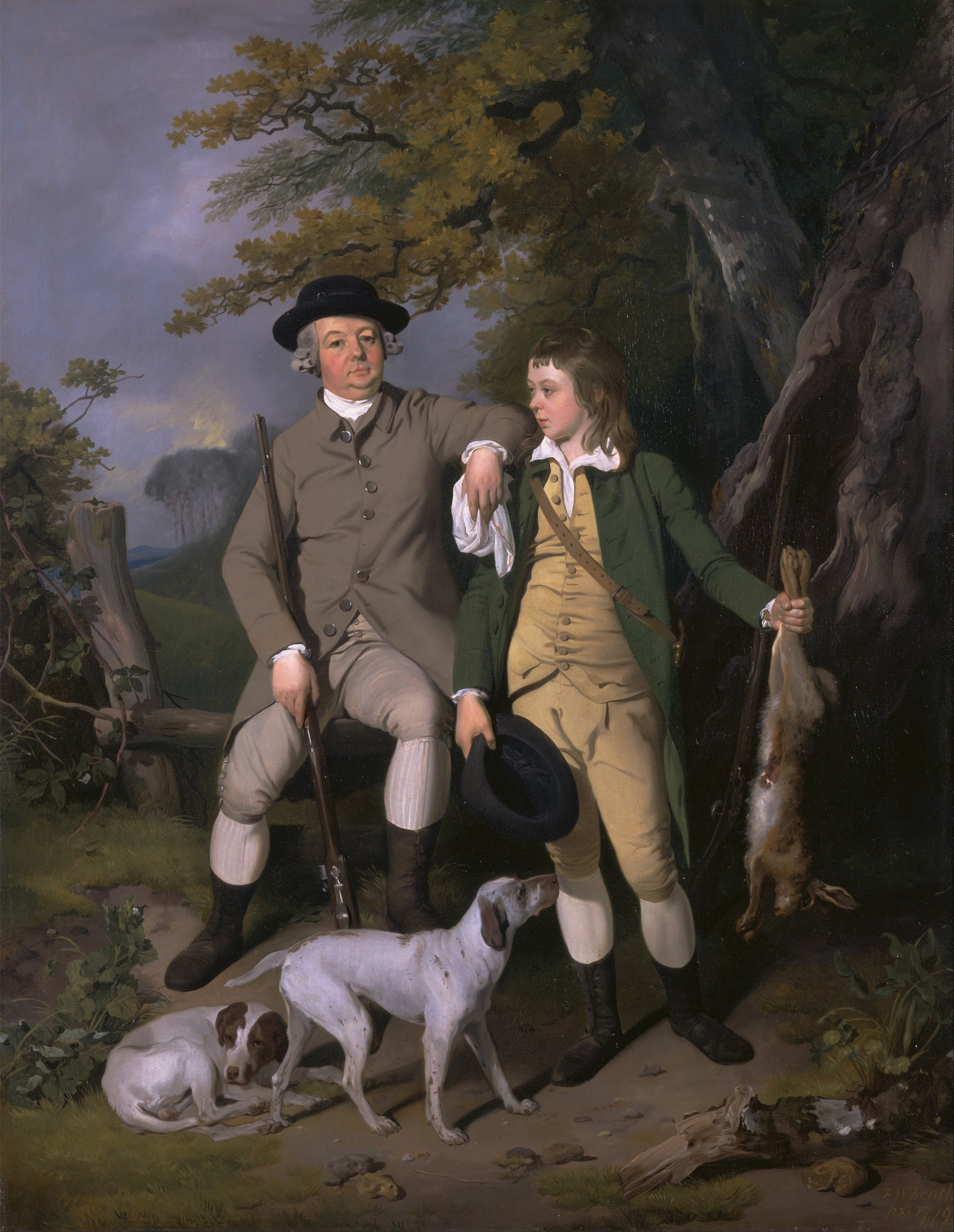
息子といる狩りを楽しむ紳士 (1779) Yale Center for British Art

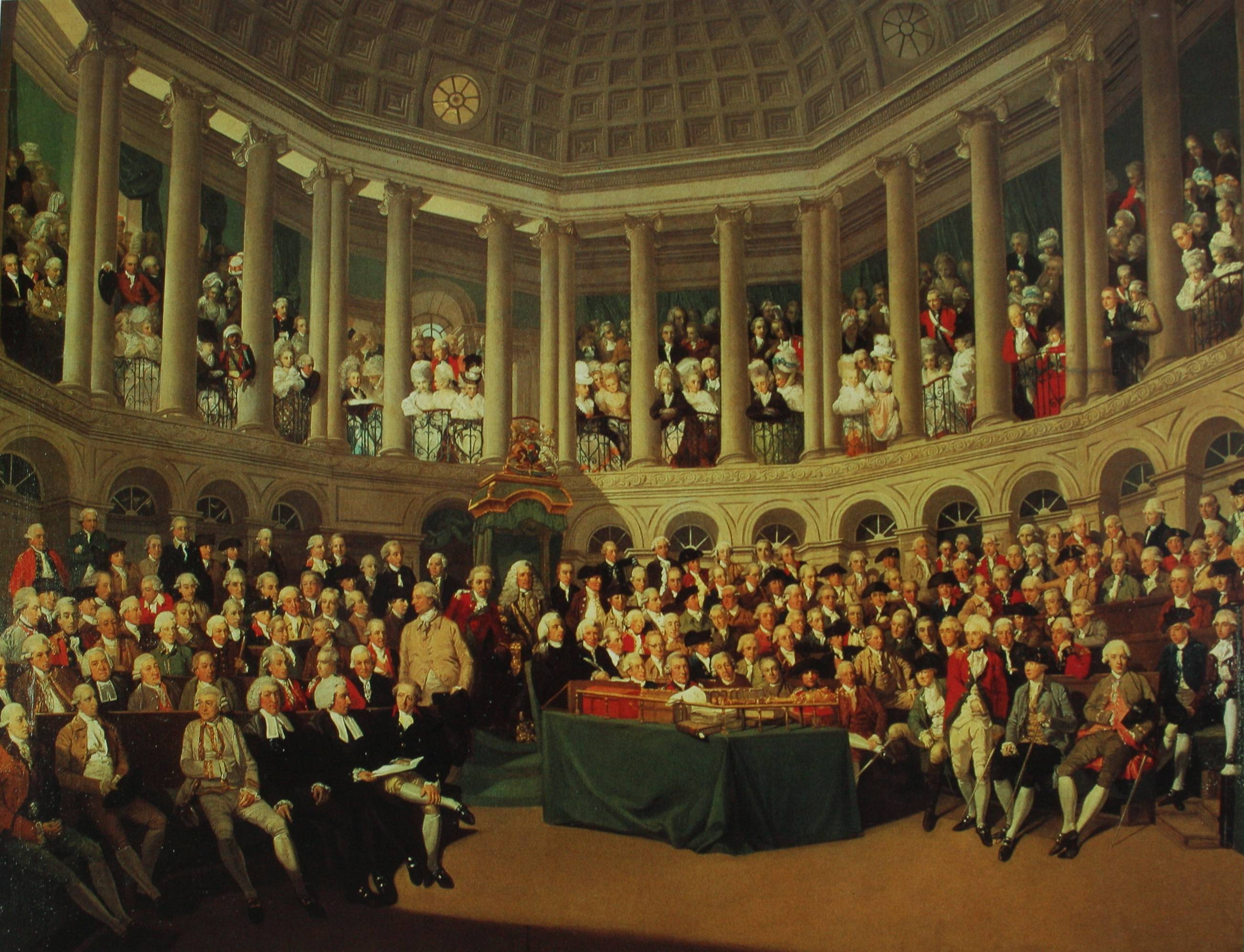
1780年のアイルランド議会 (1780)
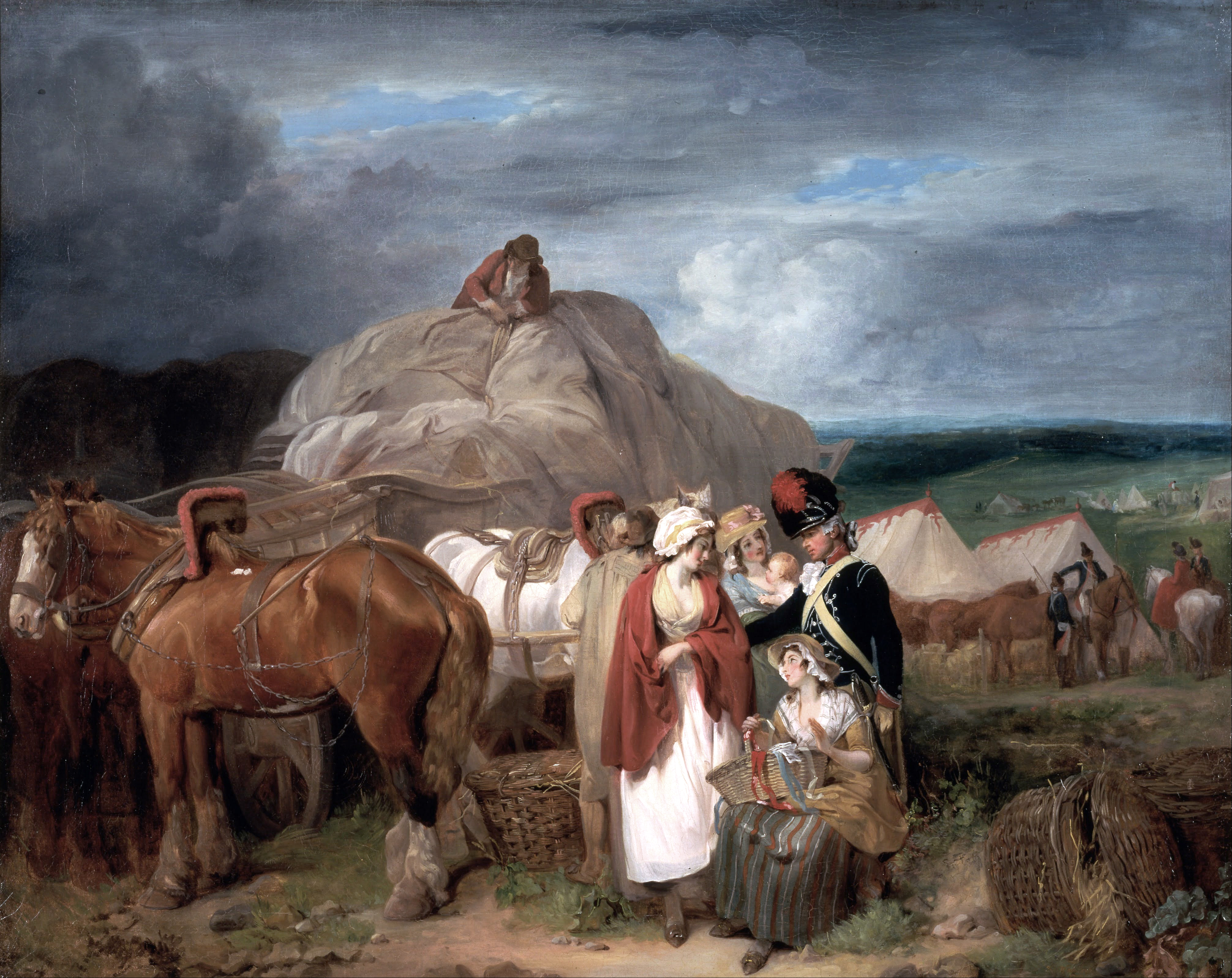
兵士とリボンを売る女性
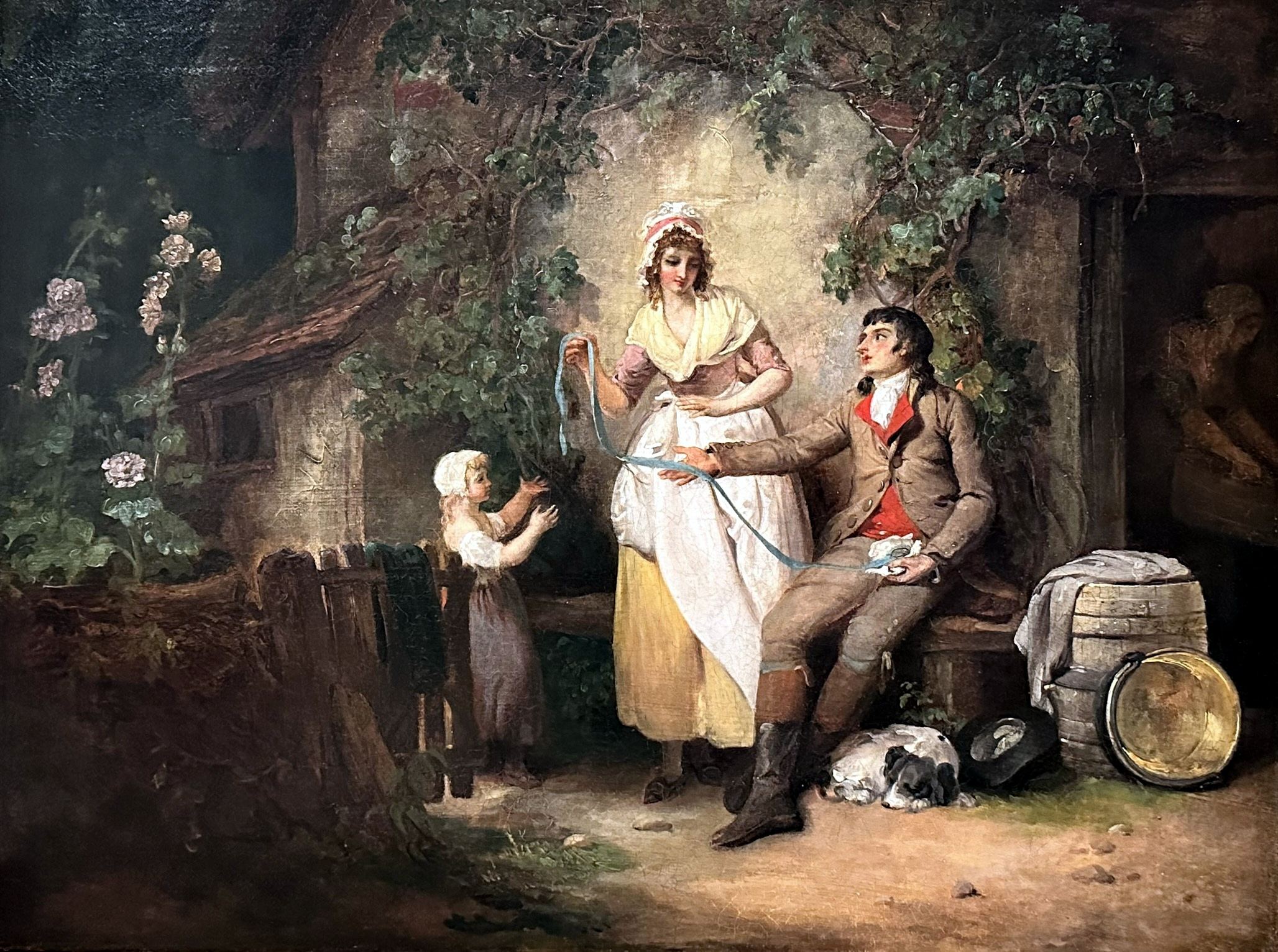
"Return from the Fair" (1791)